# Tülau
Tülau település Németországban, azon belül Alsó-Szászország tartományban. Lakosainak száma 1507 fő (2023. december 31.). Tülau Brome, Parsau, Bergfeld és Ehra-Lessien községekkel határos.